# Timberon
Timberon és una concentració de població designada pel cens dels Estats Units a l'estat de Nou Mèxic. Segons el cens del 2000 tenia 309 habitants.

## Demografia
Segons el cens del 2000, Timberon tenia 309 habitants, 145 habitatges, i 98 famílies. La densitat de població era de 5,9 habitants per km².
Dels 145 habitatges en un 14,5% hi vivien nens de menys de 18 anys, en un 63,4% hi vivien parelles casades, en un 2,1% dones solteres, i en un 32,4% no eren unitats familiars. En el 29,7% dels habitatges hi vivien persones soles el 14,5% de les quals corresponia a persones de 65 anys o més que vivien soles. El nombre mitjà de persones vivint en cada habitatge era de 2,13 i el nombre mitjà de persones que vivien en cada família era de 2,52.
Per edats la població es repartia de la següent manera: un 16,2% tenia menys de 18 anys, un 3,6% entre 18 i 24, un 15,2% entre 25 i 44, un 36,6% de 45 a 60 i un 28,5% 65 anys o més.
L'edat mediana era de 54 anys. Per cada 100 dones de 18 o més anys hi havia 100,8 homes.
La renda mediana per habitatge era de 24.519 $ i la renda mediana per família de 25.804 $. Els homes tenien una renda mediana de 13.000 $ mentre que les dones 25.278 $. La renda per capita de la població era d'11.743 $. Aproximadament el 2,9% de les famílies i el 9,5% de la població estaven per davall del llindar de pobresa.

## Poblacions més properes
El següent diagrama mostra les poblacions més properes.